# Phytolacca acinosa
Phytolacca acinosa comúnmente denominada poke indio, hierba carmín o pokeberry es una especie de planta en la familia Phytolaccaceae. Es originaria de Asia oriental y se encuentra naturalizada en Europa y en América del Norte, varias culturas antiguas la consumían.

## Descripción
La hierba carmín es una planta herbácea perenne y tupida y alcanza más de 1 metro de alto. A partir de un tubérculo de raíz engrosado similar a la remolacha, emerge un tallo de color verde brillante a violeta, con varias ramificaciones. Las hojas verdes, oblongas y ovales miden hasta 26 cm de largo.
Durante el período de floración entre junio y agosto, las pequeñas flores blanquecinas aparecen en inflorescencias terminales, en forma de racimos. Las bayas son compartimentadas y purpurina violeta rojiza a color negro. El soporte de flores y frutas está en posición vertical.

## Usos
Las hojas son venenosas. Se dice que es seguro consumir las hojas jóvenes cocidas, las toxinas se desarrollan a medida que envejecen. Según otro informe, existen dos formas de esta planta; una forma con flores de color púrpura rojizo y raíz púrpura que es venenosa, mientras que la otra con flores blancas posee una raíz blanca comestible.
Los frutos de esta especie son comestibles. El jugo de sus frutos es utilizado como colorante alimentario, por ejemplo para colorear vinos de baja calidad.

## Medicina popular
La raíz se usa como antiasmático, antibacteriano, antimicótico, diurético, expectorante, laxante y vermífugo.

## Galería

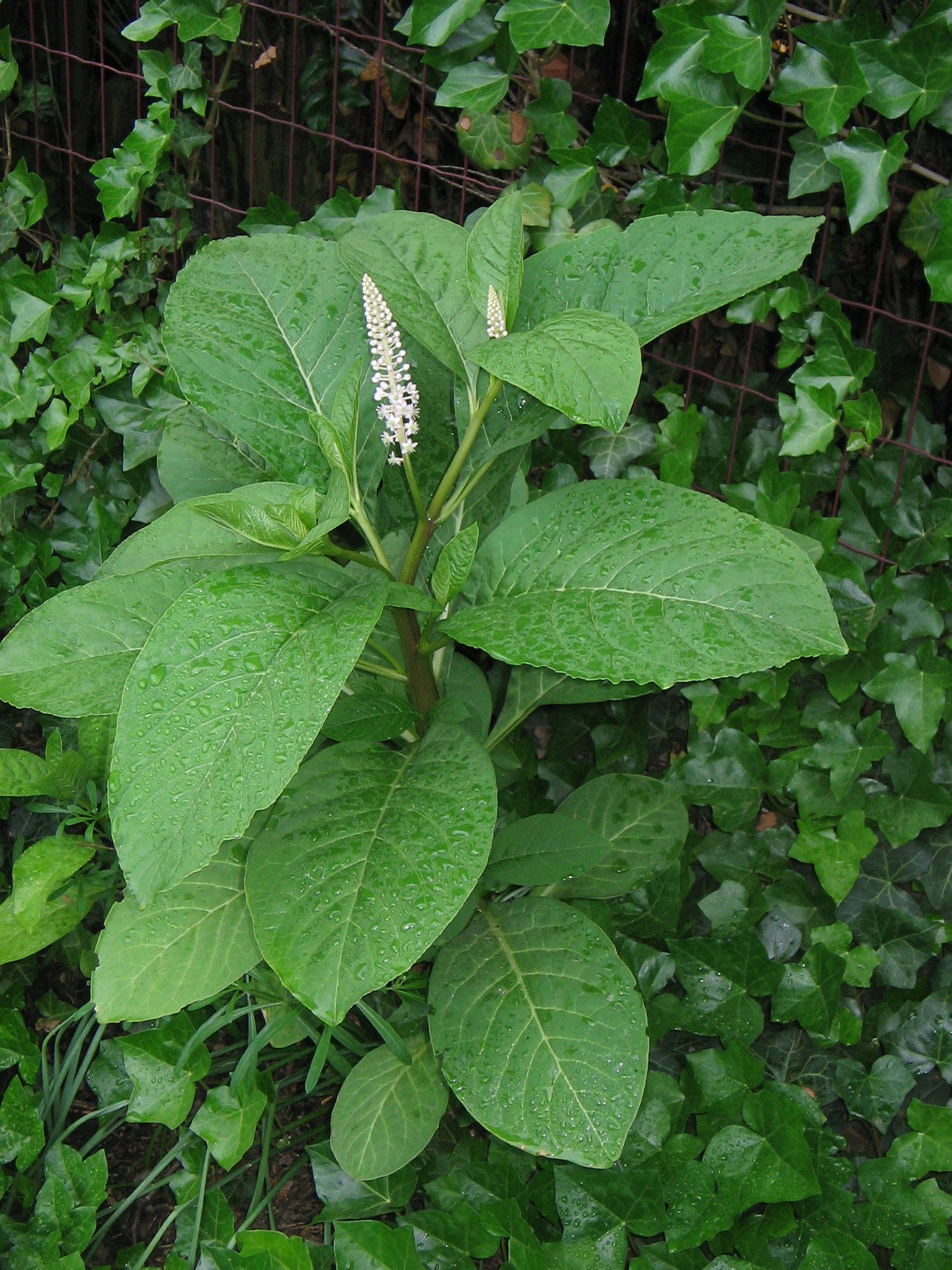
Planta comenzando la floración
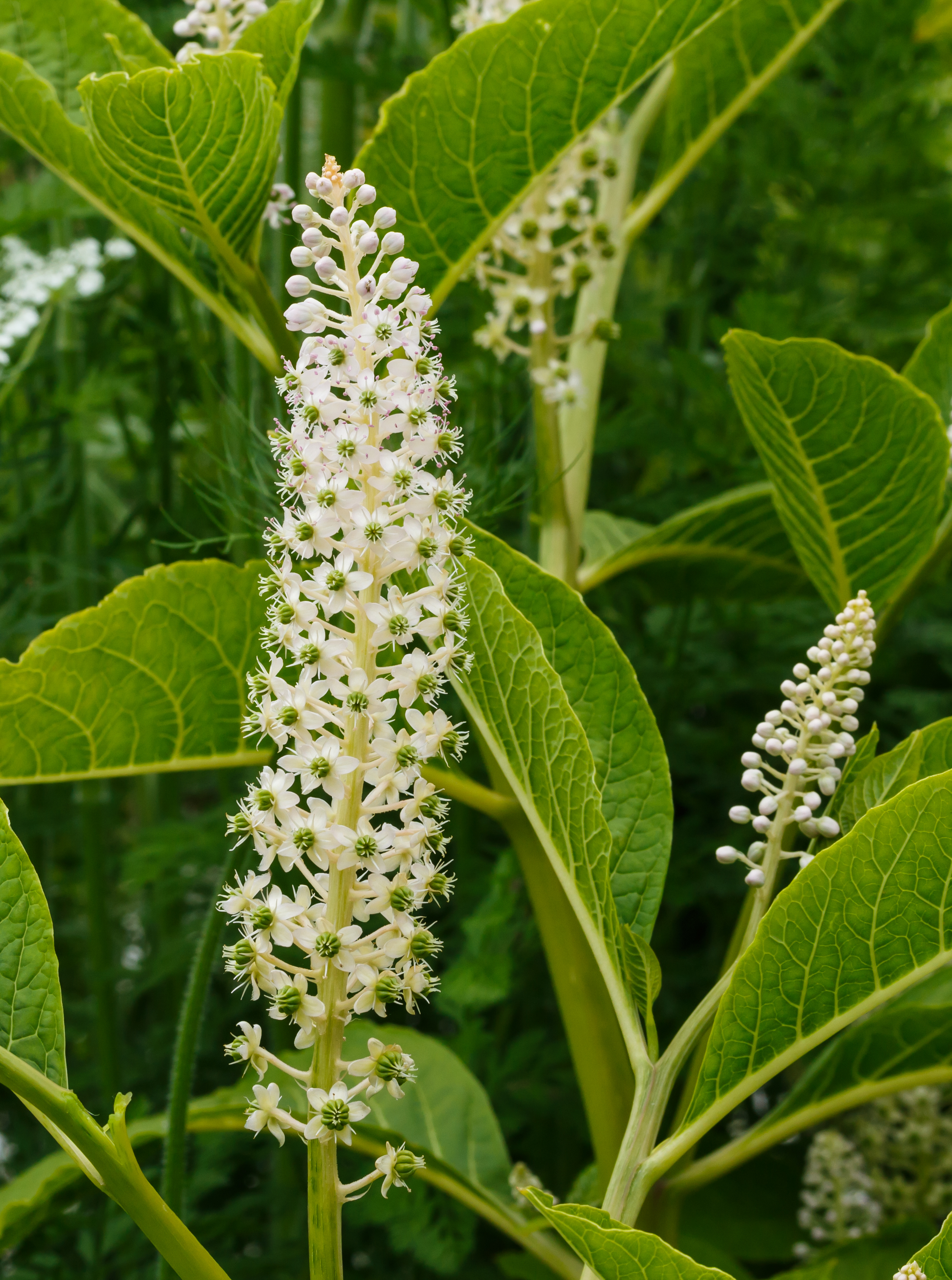
Inflorescencia
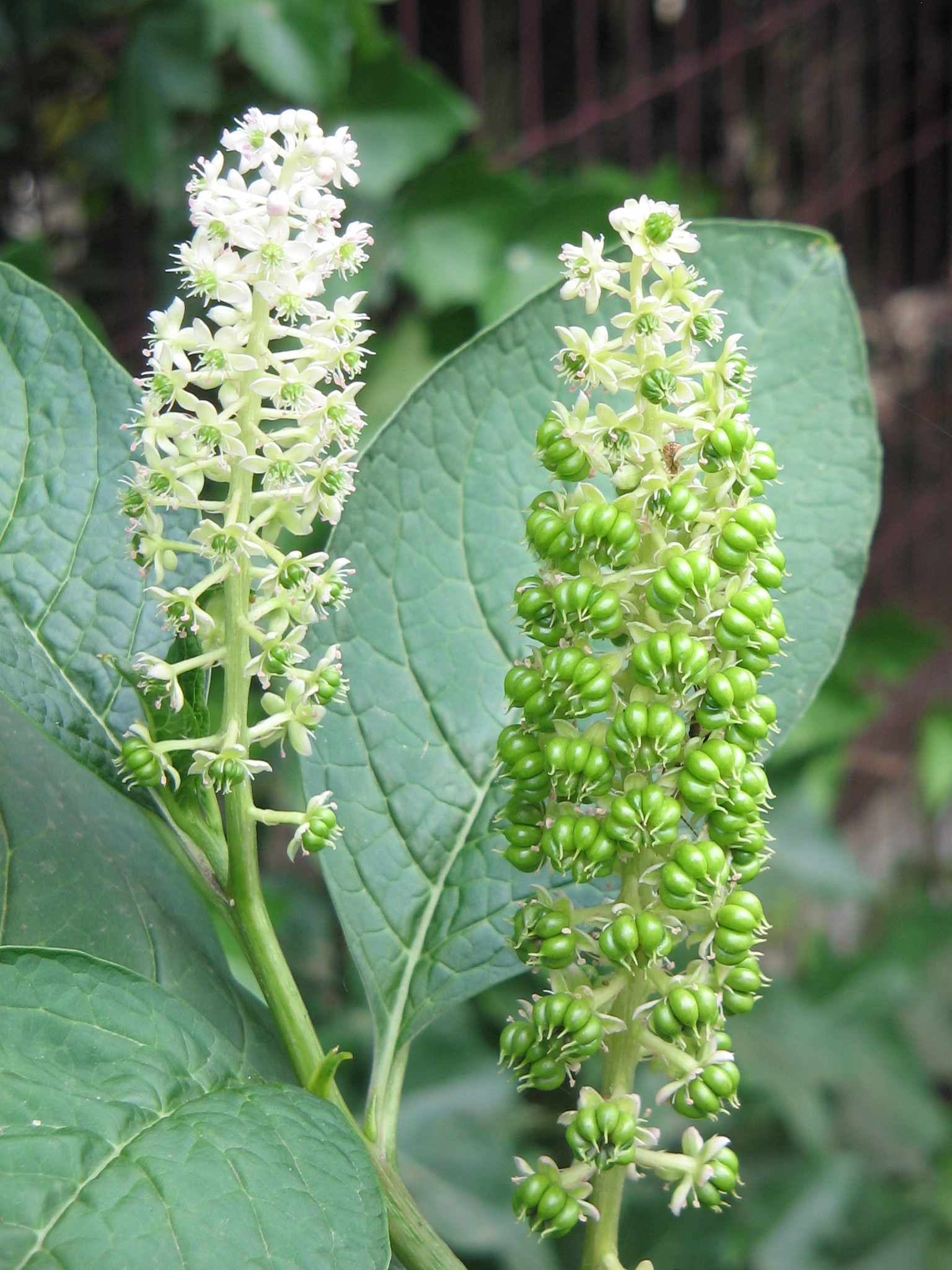
Inflorescencias con frutos inmaduros

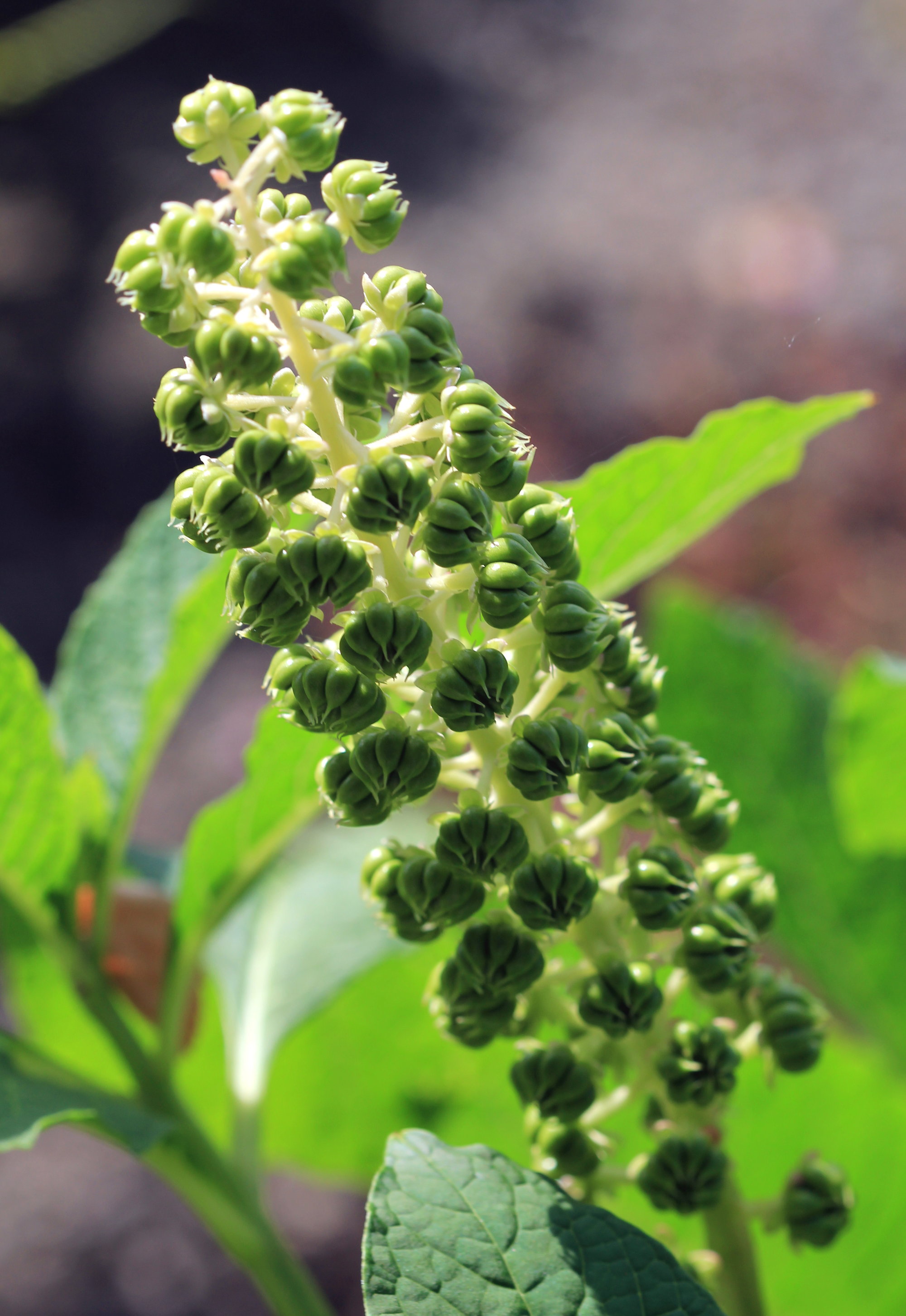
Frutos verdes
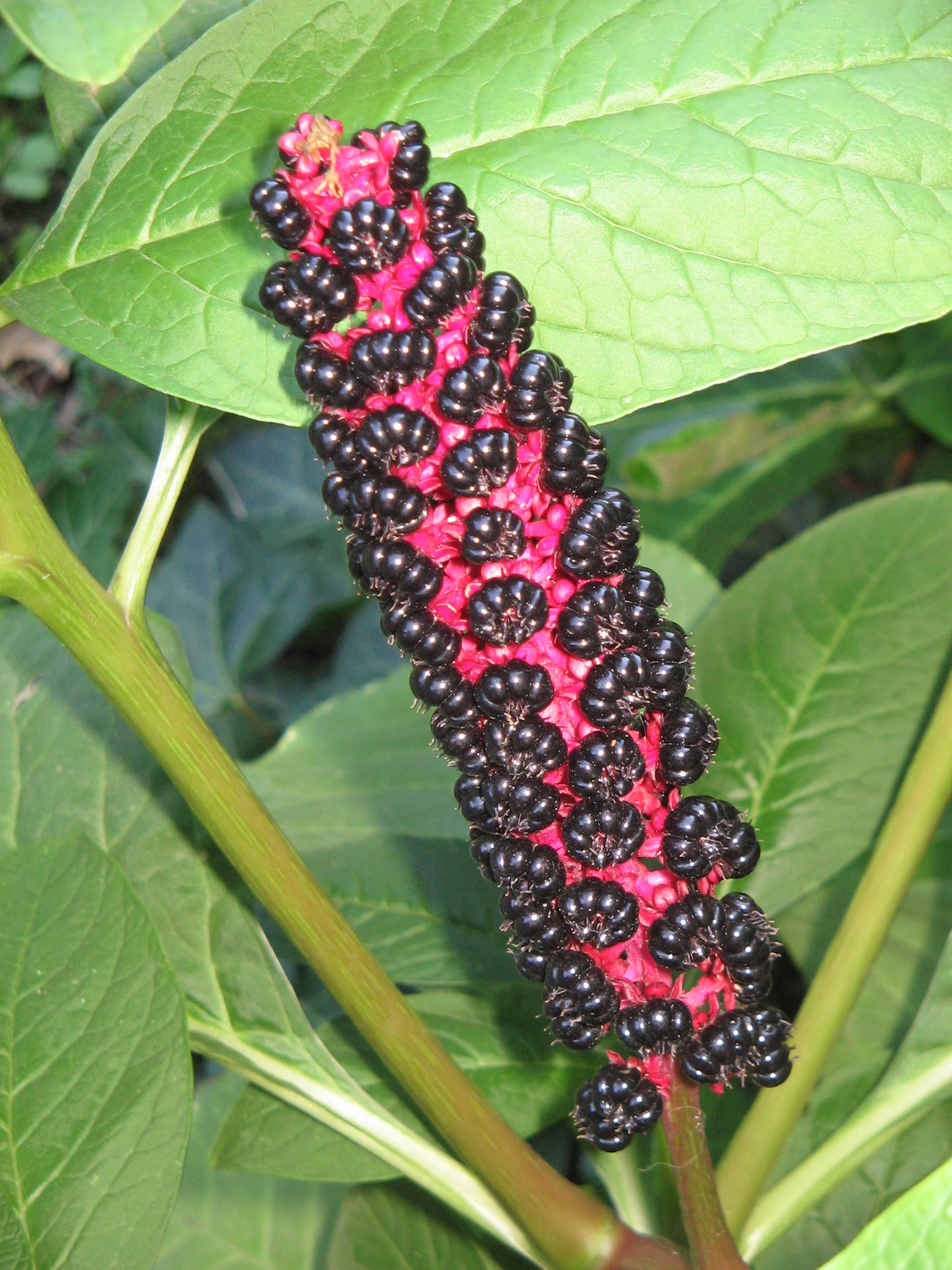
Frutos maduros
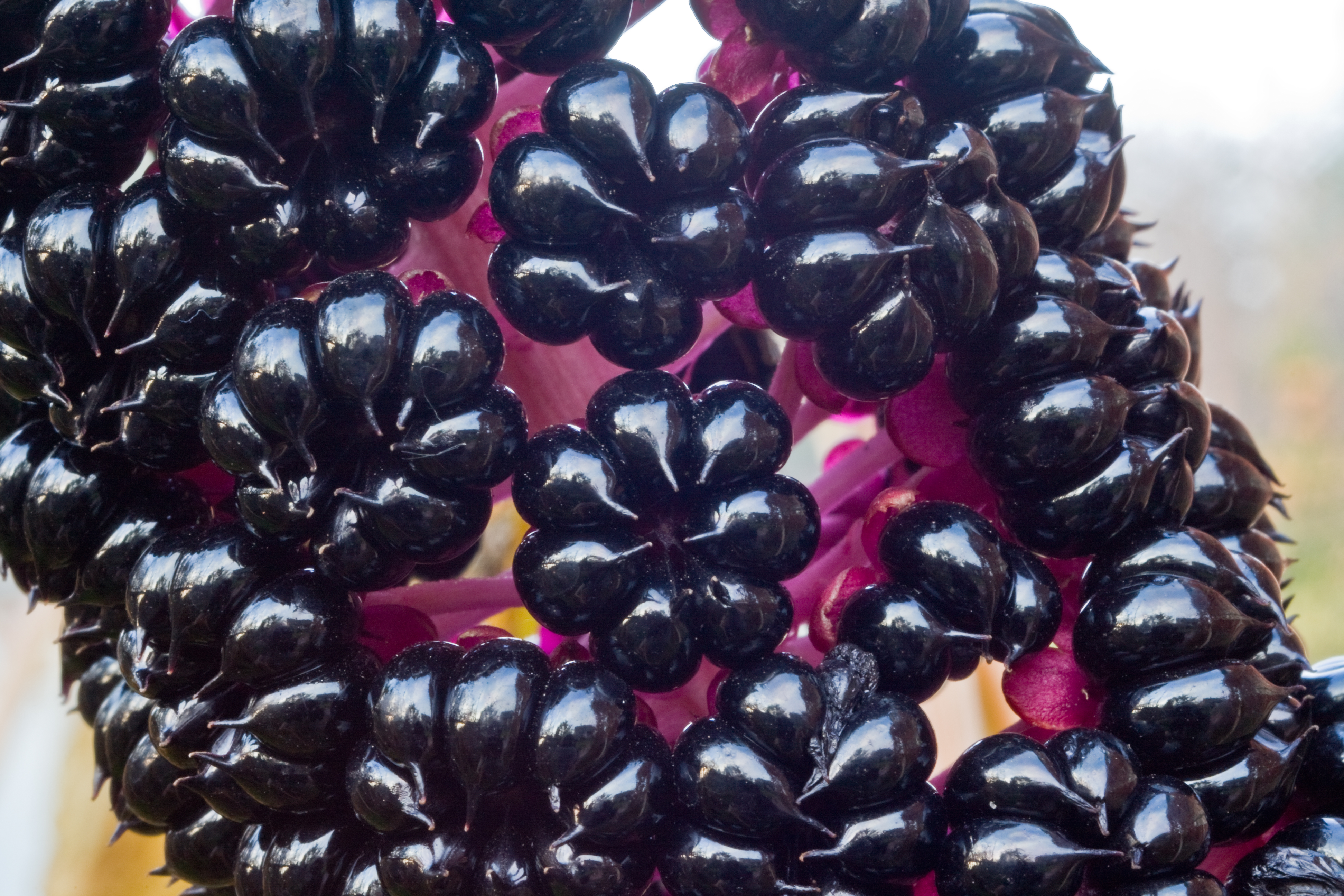
Detalle de los frutos